# Charles de Noailles (1589-1648)
Pour les articles homonymes, voir Charles de Noailles.
Charles de Noailles est un prélat français, né au château de Pénières à Montvert le 27 juin 1589 et mort à Rodez le 27 mars 1648. Il appartient à la famille de Noailles. 

## Biographie
Charles est le fils d'Henri de Noailles, comte d'Ayen et de Jeanne Germaine d'Espagne-Montespan. Continuant la tradition familiale de placer les neveux des abbés élus à leur place, le comte Henri de Noailles fait nommer le curé limousin Raymond de Rouchon, roturier, compatriote et vassal des Noailles, évêque au siège de Saint-Flour (1597-1602). Celui-ci n'était qu'un prête-nom (confidentiaire) pour la maison de Noailles, car, son fils Charles de Noailles n'avait pas un  « âge décent » pour obtenir un évêché qu'il ne reçoit qu'en 1609 après la mort de Raymond Rouchon en 1602.
Charles de Noailles est abbé d'Aurillac. Il est évêque de Saint-Flour de 1602 à 1647 et de Rodez en 1646-1648. De Noailles est député aux états généraux de 1614. Il fonde le couvent des recollets de Brives en 1629.